# Howard C. Hickman

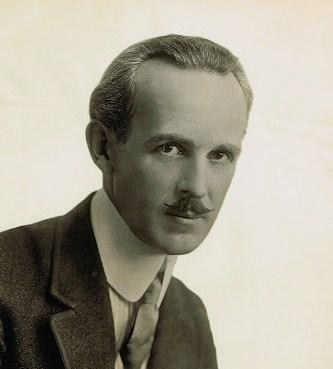
Howard Hickman (1916)

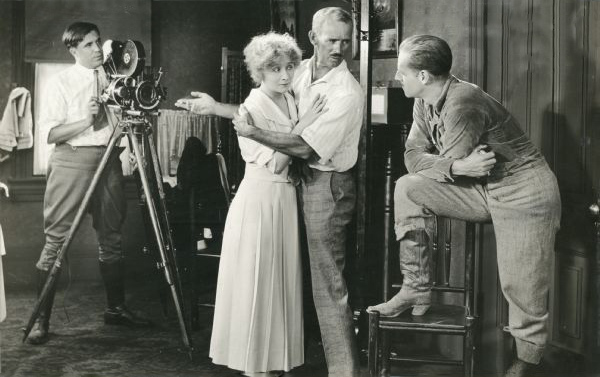
Howard Hickman, Bessie Barriscale (miteinander in Umarmung) und Jack Holt bei Dreharbeiten (1919)

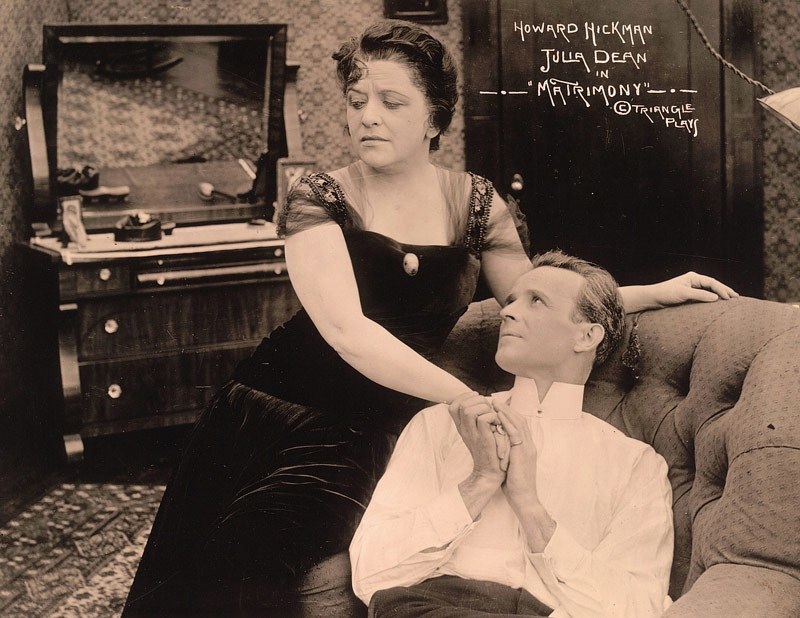
Howard Hickman und Julia Dean im Film Matrimony (1915)

Howard C. Hickman (* 9. Februar 1880 in Columbia, Missouri; † 31. Dezember 1949 in San Anselmo, Kalifornien) war ein US-amerikanischer Schauspieler, Regisseur und Drehbuchautor.

## Leben
Gebürtig aus Missouri stammend, begann Howard C. Hickman seine Karriere als Bühnenschauspieler. Hierbei lernte er auch seine spätere Ehefrau, die Schauspielerin Bessie Barriscale, kennen. Sie heirateten um 1906 und verzeichneten mit gemeinsamen Theaterauftritten einige Erfolge.
Auf Anfrage des Filmpioniers Thomas Harper Ince wechselte das Ehepaar etwa ab 1912 in das noch junge Filmgeschäft, wo sowohl Barriscale als auch Hickman schnell Hauptrollen erhielten. In dem pazifistisch orientierten Kriegsdrama Civilisation (1916), einer filmhistorisch bedeutenden Produktion unter Regie von Harper Ince, verkörperte Hickman die Hauptrolle des Marineoffiziers Count Ferdinand, der sich weigert ein Zivilschiff abzuschießen und daraufhin Außergewöhnliches erlebt. Außerdem war er in einigen Filmen an der Seite seiner Ehefrau Bessie zu sehen. Parallel zu seinen Filmauftritten betätigte sich Hickman zwischen 1915 und 1921 auch als Regisseur von insgesamt 19 Stummfilmen, bei zwei dieser Filme schrieb er zusätzlich das Drehbuch.
Anfang der 1920er-Jahre zogen Hickman und Barriscale aus dem Filmgeschäft zurück und arbeiten die nächsten Jahre wieder als Theaterschauspieler. Erst ab 1928, mit Anbruch des Tonfilms übernahm Hickman wieder Filmrollen, wobei er allerdings im späteren Verlauf seiner Filmkarriere nicht über kleinere bis mittlere Nebenrollen hinauskam. Er verkörperte als mittlerweile ergrauter Charakterdarsteller nun meist würdevoll wirkende Gouverneure, Ärzte, Geschäftsmänner oder Anwälte. Am bekanntesten ist Hickman heute vermutlich für seinen kurzen Auftritt als Plantagenbesitzer John Wilkes, der Vater des von Leslie Howard verkörperten Ashley, in dem Filmklassiker Vom Winde verweht (1939). Insgesamt hatte Hickman zwischen 1912 und 1944 rund 270 Filmauftritte und war somit ein vielbeschäftigter Darsteller, wenngleich viele seiner späteren Rollen klein ausfielen.
Howard C. Hickman engagierte sich er im Vorstand der Schauspielergewerkschaft Screen Actors Guild. Er starb an Silvester 1949, rund eineinhalb Monate vor seinem 70. Geburtstag, an einem Herzinfarkt und wurde auf dem Mount Tamalpais Cemetery in San Rafael bestattet. Er hinterließ seine Ehefrau und einen gemeinsamen Sohn.

## Filmografie

### Schauspieler (Auswahl)
- 1912: The Dead Pay (Kurzfilm)
- 1913: Captain Kidd (Kurzfilm)
- 1914: The Circus Man
- 1915: The Cup of Life
- 1916: Civilization
- 1918: Madam Who
- 1918: Social Ambition
- 1928: Alias Jimmy Valentine
- 1929: His First Command
- 1932: Tess of the Storm Country
- 1933: I Loved a Woman
- 1934: Tag, Nellie! (Hi)
- 1934: Die Spielerin (Gambling Lady)
- 1934: Ein feiner Herr (Jimmy the Gent)
- 1934: Edgar Wallace – Das mysteriöse Schiff (Mystery Liner)
- 1934: A Modern Hero
- 1934: Napoleon vom Broadway (Twentieth Century)
- 1934: Shirley’s großes Spiel (Baby Take a Bow)
- 1934: Dickschädel (Here Comes the Navy)
- 1934: Ich kämpfe für dich (Evelyn Prentice)
- 1934: 1929 – Manhattan N.Y. (Gentlemen Are Born)
- 1934: Das Mädel aus der Unterwelt (Upperworld)
- 1934: Der Weg in Verderben (Fugitive Lady)
- 1934: Zirkus Barnum (The Mighty Barnum)
- 1935: Helden von heute (West Point of the Air)
- 1935: Der elektrische Stuhl (The Murder Man)
- 1935: Im Scheinwerferlicht (Bright Lights)
- 1935: Wo die Liebe hinfällt (I Live My Life)
- 1935: Spione küßt man nicht (Rendezvous)
- 1935: Der Polizeibericht meldet … (Woman Wanted)
- 1935: Blutige Perlen (Whipsaw)
- 1936: Das Mädel aus dem Böhmerwald (The Bohemian Girl)
- 1936: Blinde Wut (Fury)
- 1936: Swing Time
- 1936: Zwei gegen die Welt (Two Against the World)
- 1936: Verbrecherjagd (Murder with Pictures)
- 1936: Lustige Sünder (Libeled Lady)
- 1936: Pennies from Heaven
- 1936: Crack-Up
- 1937: Geächtet (Outcast)
- 1937: Maienzeit (Maytime)
- 1937: Criminals of the Air
- 1937: Charlie Chan bei den Olympischen Spielen (Charlie Chan at the Olympics)
- 1937: Künstlerball (Artists and Models)
- 1937: 100 Mann und ein Mädchen (One Hundred Men and a Girl)
- 1938: Tarzan’s Revenge
- 1938: Die Schwester der Braut (Holiday)
- 1938: Wirbelwind aus Paris (The Rage of Paris)
- 1938: Juvenile Court
- 1938: Dr. Kildare: Sein erster Fall (Young Dr. Kildare)
- 1938: Next Time I Marry
- 1938: Die goldene Peitsche (Kentucky)
- 1939: On Borrowed Time
- 1939: When Tomorrow Comes
- 1939: Geheimagenten (Espionage Agent)
- 1939: Das zweite Leben des Dr. X (The Return of Doctor X)
- 1939: Vom Winde verweht (Gone with the Wind)
- 1940: Goldschmuggel nach Virginia (Virginia City)
- 1940: Schwarzes Kommando (Dark Command)
- 1940: Ein Nachtclub für Sarah Jane (It All Came True)
- 1940: Gangs of Chicago
- 1940: Nachts unterwegs (They Drive by Night)
- 1940: Der Draufgänger (Boom Town)
- 1940: Heiße Rhythmen in Chicago (Strike Up the Band)
- 1940: Spring Parade
- 1941: Cheers for Miss Bishop
- 1941: Seitenstraße (Back Street)
- 1941: Blüten im Staub (Blossoms in the Dust)
- 1941: Vorsicht Gespenster! (Hold That Ghost)
- 1941: Dive Bomber
- 1941: Ice-Capades
- 1941: Die Königin der Banditen (Belle Starr)
- 1941: Du gehörst zu mir (You Belong to Me)
- 1941: Dick Tracy vs. Crime, Inc.
- 1942: Thema: Der Mann (The Male Animal)
- 1942: Der Gentleman-Killer (Kid Glove Killer)
- 1942: Tarzans Abenteuer in New York (Tarzan’s New York Adventure)
- 1943: Watch on the Rhine
- 1944: Captain America
- 1944: Follow the Boys
- 1944: Zigeuner-Wildkatze (Gypsy Wildcat)
- 1944: Tagebuch einer Frau (Mrs. Parkington)
- 1944: Bowery to Broadway

### Als Regisseur und teilweise Drehbuchautor
- 1915: His Mother’s Portrait
- 1915: When Love Leads
- 1918: The White Lie
- 1918: The Heart of Rachael
- 1918: Two-Gun Betty
- 1919: All of a Sudden Norma
- 1919: A Trick of Fate
- 1919: Hearts Asleep
- 1919: Josselyn’s Wife
- 1919: Tangled Threads
- 1919: Her Purchase Price
- 1919: Kitty Kelly, M.D. (auch Drehbuch)
- 1919: Beckoning Roads
- 1920: Just a Wife
- 1921: Nobody’s Kid (auch Drehbuch)
- 1921: The Killer
- 1921: The Lure of Egypt
- 1921: A Certain Rich Man
- 1921: Man of the Forest